# Kazimierz Aleksander Krauss
Kazimierz Aleksander Krauss (ur. 1847, zm. 9 kwietnia 1896 w Rzeszowie) – polski urzędnik.

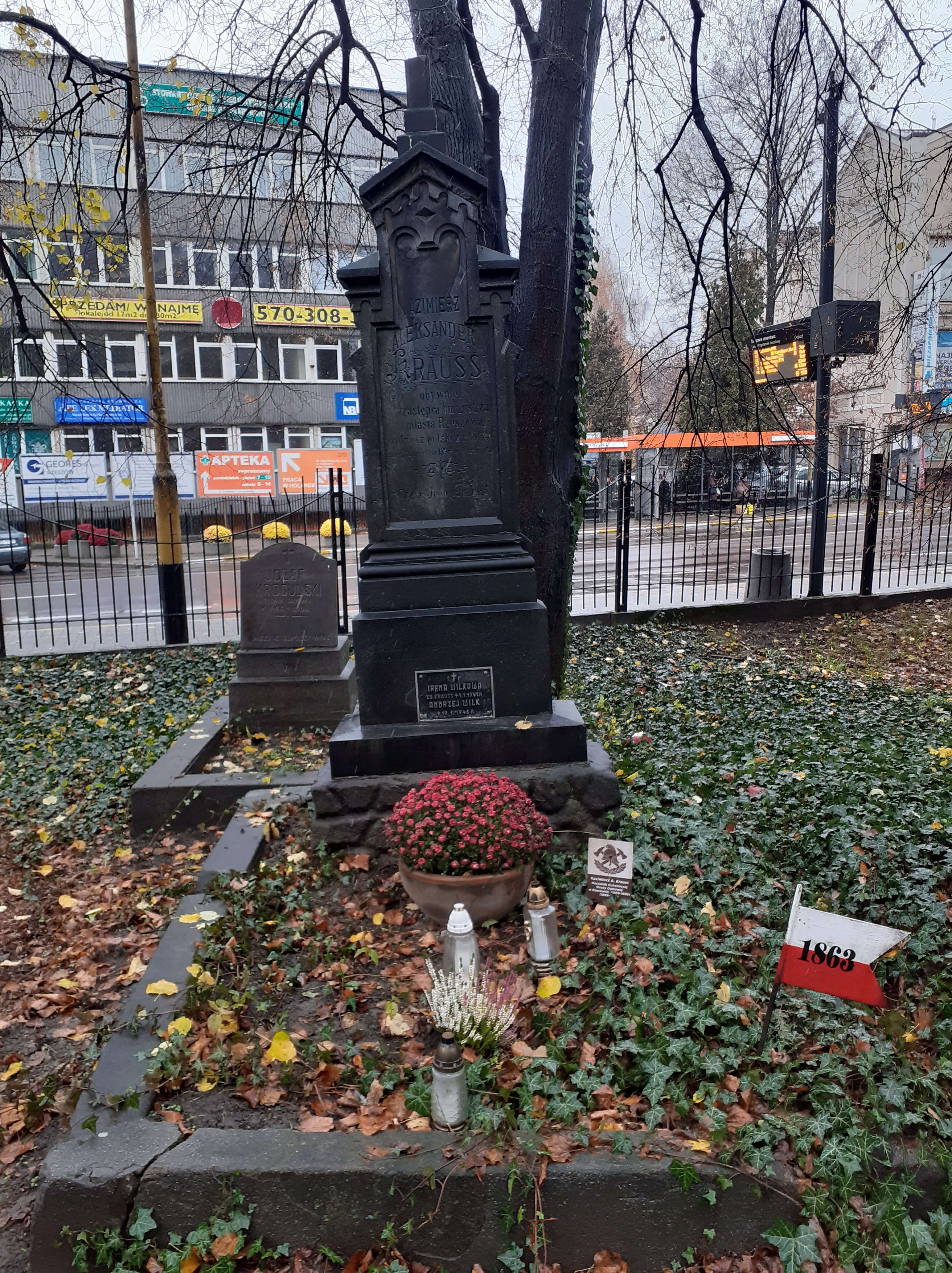
Grobowiec rodzinny Kazimierza Aleksandra Kraussa

## Życiorys
Urodził się w 1847. Jako uczeń brał udział w powstaniu styczniowym w 1863. Służył jako dziesiętnik w oddziałach Łopackiego i Czachowskiego. Brał udział w walkach pod Stefankowem, Boryją, Grabowcem, Rzeczniowem.
Po powstaniu osiadł w Rzeszowie, gdzie był właścicielem realności. Był naczelnikiem ochotniczej straży ogniowej, zastępcą dyrektora Polskiego Towarzystwa Gimnastycznego „Sokół”. Sprawował urząd burmistrza Baranowa i otrzymał tytuł honorowego obywatelstwa tego miasta. Później pełnił funkcję drugiego zastępcy burmistrza Rzeszowa.
Zmarł 9 kwietnia 1896 w Rzeszowie w wieku 49 lat. Na jego pogrzebie przemawiał inny weteran z 1863, Antoni Kluz. Został pochowany na Starym Cmentarzu w Rzeszowie. Był żonaty, miał dzieci.